# Aprobación acelerada
El Programa de Aprobación Acelerada fue iniciada en 1992 por la Agencia de Medicamentos y Alimentación de Estados Unidos con el fin de permitir la rápida aprobación de medicamentos para condiciones de salubridad graves que aún no han sido cubiertas. 
La aprobación más rápida se basa en el uso de resultados sustitutivos.
La aprobación de fármacos requiere, normalmente, resultados de ensayos clínicos que demuestren un beneficio, tal como el aumento de la supervivencia para los pacientes con cáncer. Las drogas con la aprobación acelerada pueden ser inicialmente probadas en ensayos clínicos que utilicen un resultado sustitutivo, o algo que esté pensado para predecir un beneficio clínico.

Generalmente, los resultados sustitutivos requieren menos tiempo, y en el caso de un paciente con cáncer, es más rápido medir una reducción en el tamaño del tumor, por ejemplo, que en la supervivencia global de pacientes. 
Los medicamentos aprobados en el marco del Programa de la Aprobación Acelerada FDA deben ser probados en ensayos clínicos y deben demostrar un beneficio clínico. Estos ensayos se conocen como la  fase IV o de  confirmación. Si luego el medicamento no demuestra un beneficio clínico para los pacientes, la FDA podrá retirar la autorización.

## Autorización de uso de emergencia, Vacunas COVID-19
El proceso de autorización de uso de emergencia (Emergency Use Authorization  EUA), es más rápido que la aprobación estándar de la FDA que puede tardar de seis a diez meses.

El 4 de febrero de 2020, una determinación del Secretario del Departamento de Salud  de que  'existe una emergencia de salud pública que tiene un potencial significativo de afectar la seguridad nacional o la salud y seguridad de los ciudadanos estadounidenses que viven en el extranjero, y luego emitió declaraciones de que existen circunstancias que justifiquen la autorización del uso de emergencia de productos no aprobados.'  El 11 de diciembre, la FDA emitió la primera Emergency Use Authorization  (EUA), para permitir que productos médicos no aprobados se utilicen en una vacuna para la prevención de la enfermedad por coronavirus 2019 (COVID-19).  El 18 de diciembre de 2020 la FDA emitió la segunda Emergency Use Authorization  (EUA) para una vacuna.